# Єсіпово
Єсі́пово (рос. Есипопов) — присілок у складі Нікольського району Вологодської області, Росія. Входить до складу Нікольського сільського поселення.

## Населення
Населення — 38 осіб (2010; 76 у 2002).
Національний склад (станом на 2002 рік):
- росіяни — 98 %